# 颐圣堂
颐圣堂，是中华人民共和国山西省晋中市太谷的一款老字号名店、三晋老字号。

## 特点
清朝康熙三十七年（1698年），杨秉忠在太谷县城杨庙巷创办的前店后厂式药铺颐圣堂，是太谷当地著名的老字号名店，随着晋商崛起，颐圣堂分别在广州、亳州、北京等地设立分号，以经营总号中成药而驰名。其代表名药有“牛黄清心丸”，是颐圣堂对宋朝《太平惠民和剂局方》中“牛黄清心丸”用药及制作工艺进行了更新调制。
1980年代，山西中药厂原厂长杨巨奎，退休后创办山西黄河中药有限公司，以颐圣堂为主要品牌。2010年，公司占地39600平方米，投资3000万元，修建新制药工厂，为山西省重点培养加工企业。2019年5月，山西省商务厅公示了首批“三晋老字号”名单，其中包括颐圣堂通过审核进行公示。

## 相关
- 广誉远